# Madonna della Melagrana (Jacopo della Quercia)

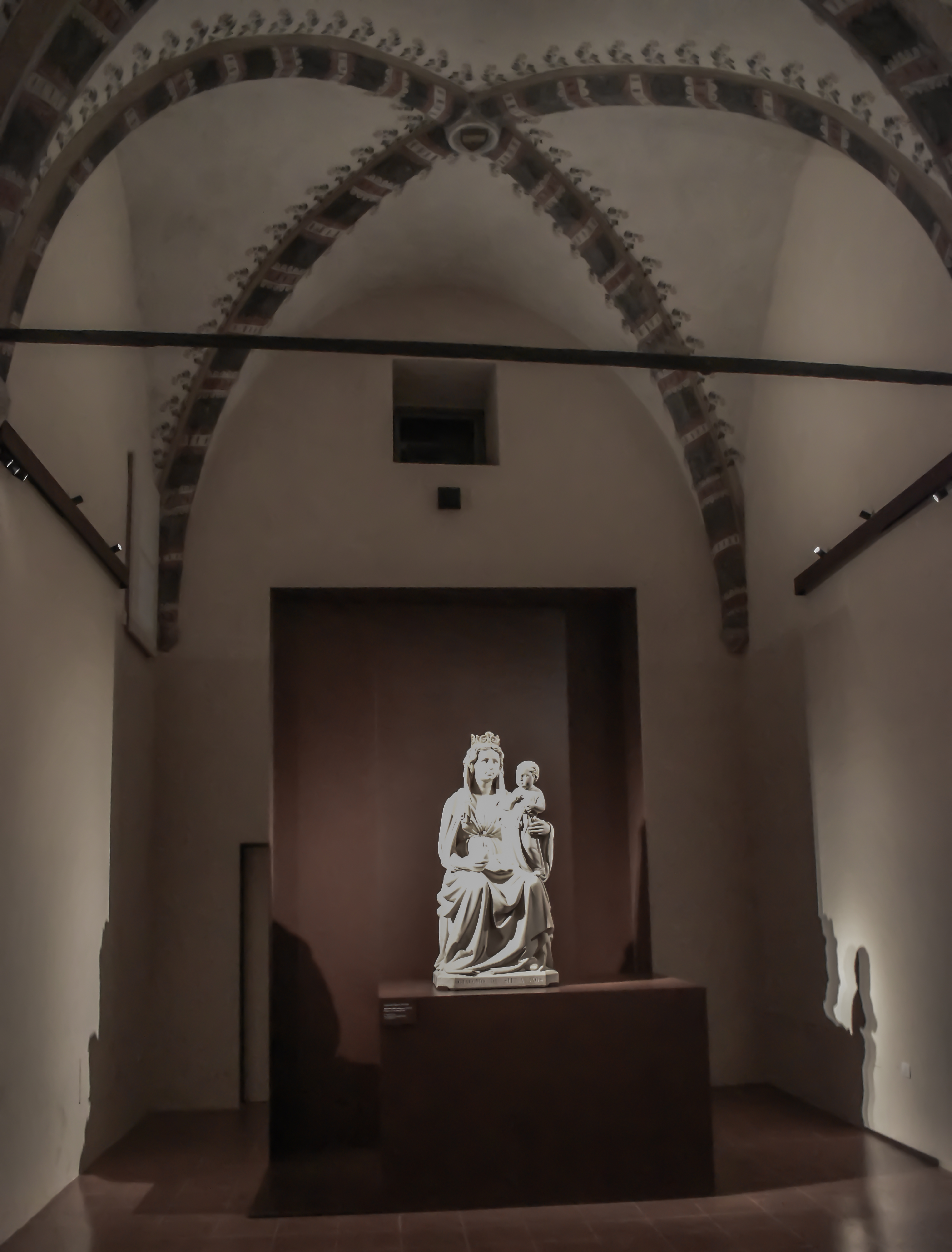
Collocazione interna

La Madonna della Melagrana (o Madonna Silvestri) è un'opera scultorea di Jacopo della Quercia, risalente al 1403-1408 e conservata nel Museo della cattedrale a Ferrara. È considerata uno dei massimi capolavori della scultura italiana del Quattrocento.
Fu commissionata al maestro il 19 settembre 1403 dagli esecutori testamentari di Virginio Silvestri, camerlengo del marchese di Ferrara Niccolò III d'Este. L'opera in origine era collocata nella cappella Silvestri situata nella navata sinistra del Duomo di Ferrara. Dal 1929 è esposta all'interno del Museo della Cattedrale.
Detta anche Madonna Bianca o del Pane, dall'oggetto (Rotolo della Legge) che il Bambino stringe nella manina, con la caratteristica forma del pane ferrarese.